# Punkt 8
Punkt 8 ist eines der drei Morgenmagazine bei RTL, das seit dem 28. März 2022 ausgestrahlt wird und damit das zuvor ausgestrahlte Magazin Guten Morgen Deutschland ersetzt hat.

## Geschichte
Im Februar 2022 wurde bekannt gegeben, dass Guten Morgen Deutschland im April durch neue Versionen von Punkt 6, Punkt 7 und Punkt 8 ersetzt werden soll. Ende März 2022 gab RTL bekannt, das Rebranding bereits zum 28. März erfolgen zu lassen, zunächst aus dem bisherigen Studio mit den bisherigen Moderatoren, jedoch bereits mit neuer Studioeinrichtung. Im September 2022 erhielt die Sendung ein neues Studio.

## Inhalt
Die Sendung wird montags bis freitags von 8:00 Uhr bis 9:00 Uhr live aus Köln übertragen und von jeweils zwei Moderatoren präsentiert. Die Sendung setzt sich aus Nachrichten, Themen aus Politik, Sport und Boulevard sowie Tipps aus dem Servicebereich zusammen. Nachrichten aus aller Welt gibt es zur vollen Stunde, darauf folgen die Ereignisse aus dem Sportbereich und der Wetterbericht. Zur halben Stunde gibt es einen Schnellüberblick der wichtigsten Themen sowie zum Sendungsbeginn die ausführlichen Nachrichten aus aller Welt. Abgerundet wird die Sendung mit einem täglich wechselnden Gewinnspiel.

## Moderation

### Moderatoren
| Moderator/in                    | Jahre     | Bemerkungen    |
| ------------------------------- | --------- | -------------- |
| Aktuelle Hauptmoderatoren       |           |                |
| Daniel Fischer                  | seit 2022 |                |
| Daniela Will                    | seit 2022 |                |
| Annett Möller                   | seit 2022 |                |
| Simon Beeck                     | seit 2022 |                |
| Vanessa Civiello                | seit 2022 |                |
| Jan Malte Andresen              | seit 2024 |                |
| Aktuelle Vertretungsmoderatoren |           |                |
| Annika Lau                      | seit 2022 |                |
| Angela Finger-Erben             | seit 2022 |                |
| Ehemalige Moderatoren           |           |                |
| Roberta Bieling                 | 2022      | Vertretung     |
| Maurice Gajda                   | 2022–2023 | Vertretung     |
| Marco Schreyl                   | 2022–2023 | Hauptmoderator |
| Katja Burkard                   | 2025      | Vertretung     |

### Wettermoderatoren
| Moderator/in          | Jahre     |
| --------------------- | --------- |
| Bernd Fuchs           | seit 2022 |
| Melanie Haselhoff     | seit 2022 |
| Janique Johnson       | seit 2022 |
| Paul Heger            | seit 2024 |
| Ehemalige Moderatoren |           |
| Eva Imhof             | 2022–2023 |
| Angela Braun          | 2022–2024 |

### Society-Experten
| Moderator/in       | Jahre     | Funktion         |
| ------------------ | --------- | ---------------- |
| Steffi Brungs      | seit 2022 | Society-Expertin |
| Aleksandra Bechtel | seit 2022 | Society-Expertin |
| Michael Begasse    | seit 2022 | Royal-Experte    |
| Sebastian Klimpke  | seit 2023 | Society-Experte  |